# 러시안 화이트, 블랙, 그리고 태비
러시안 화이트, 러시안 블랙, 러시안 태비는 러시안 블루에서 파생된 1971년에 만들어진 고양이 품종이다. 러시아 화이트는 블랙과 태비의 교배에서 비롯되었다.

## 역사
영국에서 북극의 프랜시스 맥레오드는 1960년대에 러시안 화이트와 러시안 블랙을 번식시키기 시작했다.
오스트레일리아에서는 1971년 5월 4일 밈게이 캐터리의 딕 존스와 마비스 존스에 의해 러시아 화이트 프로그램이 시작되었다. 아래는 마비스 존스의 글에서 발췌한 것이다.
우리의 프로젝트는 비록 "집고양이"이지만 혈통이 없기 때문에 진짜 하얀 시베리아의 고양이를 얻으면서 본격적으로 시작되었다. 그 고양이는 태국 대사관의 한 관계자의 가족 애완동물이었고, 관계자는 그 고양이를 호주로 데려왔다. 우리는 러시안 블루를 이 아름다운 흰색 고양이와 교배했고, 그녀를 러시안 블루 중 하나에 짝지었다. 그 고양이는 두 마리의 흰 고양이들을 낳았는데, 그 중 우리가 가장 잘 키운 고양이들은 화이트 로즈라고 이름 지었고, 그리고 나서 러시안 화이트들의 번식을 허가해 달라고 신청했다. 우리가 아는 바로는, 러시아나 시베리아에서 온 흰 고양이는 러시안 블루와 교배하기에 적합한 유일한 고양이이다. 화이트 로즈는 모든 외모와 러시아 블루의 매력적인 특징들을 지닌 길고, 날씬하고, 우아하고, 아름다운 하얀 여왕으로 성장했다.
결국 우리는 로즈를 2년 연속 최고의 단모고양이로서 이미 상당한 명성을 쌓은 그녀의 친부인 밈가이 유리에게 다시 짝짓기를 시켰다. 우리의 1세대 러시안 화이트 고양이 두 마리는 1971년 11월에 등록되었다. 그것들은 매우 아름다웠고 우리는 기뻤다.
안타깝게도 로즈는 아기가 3주가 되었을 때 유열에 걸렸고, 우리는 그녀를 잃었다. 우리는 두 어린 새끼 고양이들을 젖병과 카네이션밀크(분유)로 키웠는데, 그들이 고체 음식을 소화시킬 수 있을 만큼 충분히 나이가 들 때까지였다.
우리와 같은 프로그램에서 "발생하는" 모든 어려움과 사건을 열거하려면 너무 오래 걸릴 것이다. 그것들은 많고 다양하다고 말할 수 있지만 우리는 그들이 오는 대로 받아들였고 대부분을 극복했다. 물론 마음의 상처도 있었지만 우리는 그것을 받아들였다.

우리는 2세대 러시안 화이트를 생산하기 위해 또 짝지었고, 3세대 고양이를 생산하기 위해 2세대 화이트를 만들었다. 우리는 4세대가 될 때까지 이 절차를 계속했고, 화이트에 대한 완전한 등록과 인정을 신청했다. 그들은 1975년 7월에 챔피언십 자격을 얻기 위해 정식 등록을 받았다.— 

1975년 11월 New South Wales의 Royal Agricultural Society(RAS) Cat Club에서 완전히 등록을 마쳤다..

## 인식
오늘날 러시아 화이트는 오스트레일리아, 뉴질랜드, 남아프리카 공화국에서 완전히 인정받고 있으며, 영국, 유럽 본토, 미국에서도 인정받고 있다.
2010년 미국 고양이 애호가 협회는 러시안 블랙과 러시안 화이트를 우승 후보로 인정했다.

## 같이 보기
- 러시안 블루